# Abbaye de la Joie
Pour les articles homonymes, voir Notre-Dame-de-la-Joie.
L'abbaye Notre-Dame-de-Joye est une ancienne abbaye cistercienne sur le territoire d'Hennebont. Elle faisait partie du diocèse de Vannes. De nos jours, elle est sur le site des haras nationaux.
L'abbaye de la Joie Notre-Dame, fondée en 1953 à Campénéac, en reprend la tradition.
La maison des Confesseurs fait l’objet d’un classement au titre des monuments historiques depuis le 27 juin 1921. Elle est aujourd'hui propriété de la ville d'Hennebont.
Les façades, toitures et escaliers du logis abbatial ainsi que les façades et toitures des communs font l’objet d’une inscription au titre des monuments historiques depuis le 6 novembre 1995.

## Historique
L'abbaye Notre-Dame-de-Joye est fondée le 5 octobre 1275 par Blanche de Champagne, femme de Jean Ier le Roux (1217–† 1286), duc de Bretagne et mère de Jean II (1239 – 1305), duc de Bretagne. L'abbaye est ravagée par un incendie en 1512. Elle est rebâtie en 1693. 
Des bâtiments du XVIIe siècle subsistent la porterie, le logis abbatial et un bâtiment d'exploitation. Ces bâtiments sont complétés par une aile au sud, au XIXe siècle.
Ce lieu est retenu pour devenir l'un des Haras nationaux. Le choix était initialement disputé entre l'enclos des Ursulines de Pontivy, et l’Abbaye Notre-Dame de Langonnet, qui fut choisie pour devenir un haras, mais l'abbaye de Langonnet est rendue en 1860 aux Spiritains à l'occasion du déménagement du dépôt d'étalons vers Hennebont, autour de l'abbaye de la Joie.

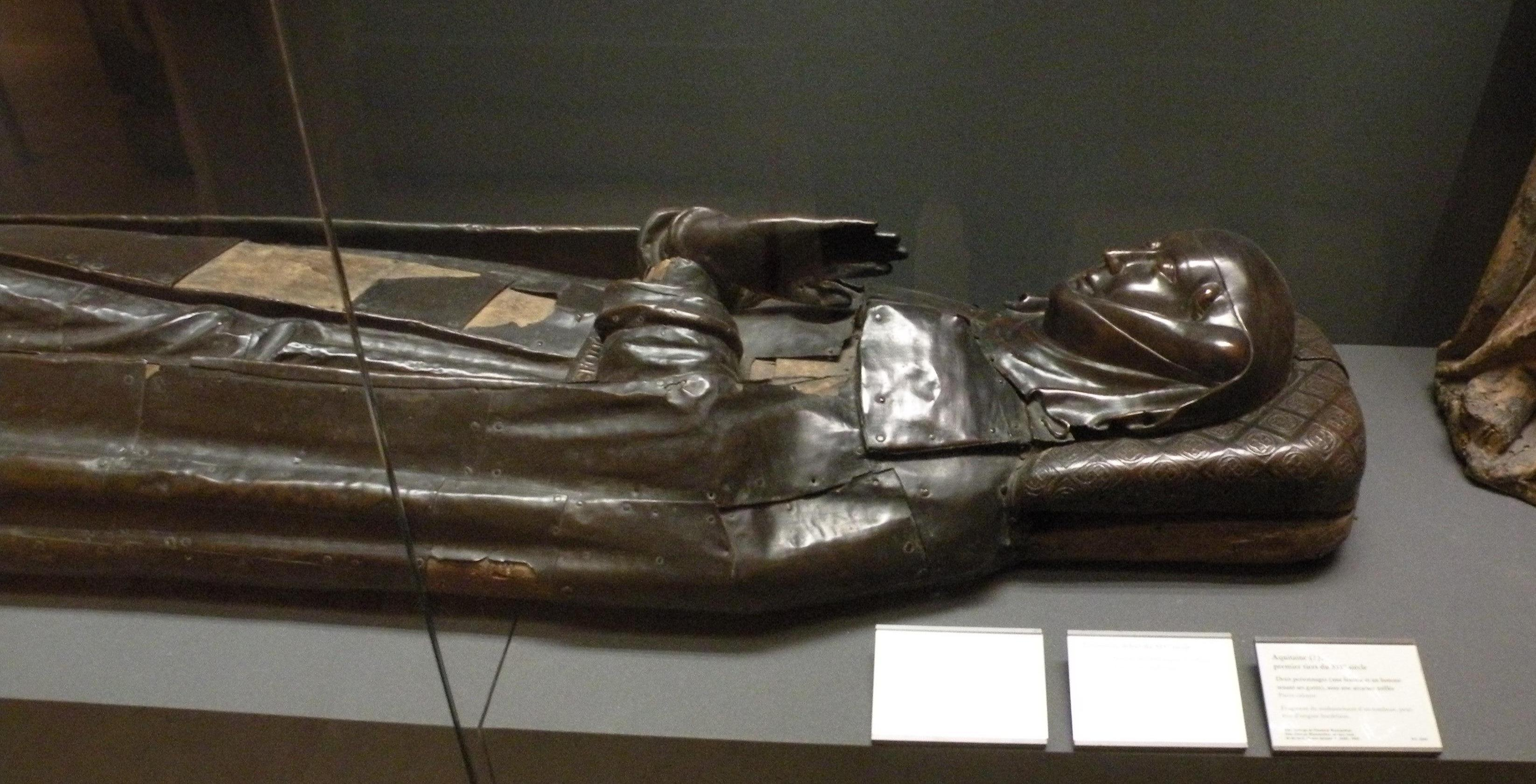
Gisant de Blanche de Champagne Abbaye de la Joie-Notre-Dame à Hennebont  désormais au Musée du Louvre

La première abbesse est Sibille de Beaugé (morte en 1320), fille de Renaud sire de Beaugé et de Sibille de Beaujeu, et cousine germaine de la duchesse Blanche qui occupe l'abbaye avec des sœurs venues de l'abbaye Saint-Antoine-des-Champs Paris. Toutefois l'abbaye est affiliée en 1279 à Abbaye de l'Aumône au diocèse de Chartres comme d'autres abbayes cisterciennes bretonnes.  L'abbaye fut reconstruite et agrandie au XVIIe siècle (1693), après la destruction le 25 juillet 1510 de l’église, de la sacristie, du chapitre, du dortoir au-dessus, et d'une grande partie du cloître par un incendie.
À la Révolution française, à la suite de l'expulsion de la dernière abbesse et des moniales en octobre 1792, l'église abbatiale est livrée aux carriers.
Dans les années 1835, une « usine de fer » s'installe dans les bâtiments subsistants (logis abbatial, réfectoire, dortoirs et une partie du cloître). Le démantèlement de cette usine ne laisse en place que la maison des Confesseurs, le logis abbatial et un bâtiment d'exploitation.
L'ensemble devient vers 1840 une propriété privée. C'est de cette époque que date l’appellation de « Porterie » donnée à la maison des Confesseurs. Ce petit pavillon reconstruit en 1699, comme l'atteste la date gravée au fronton d'une des lucarnes, était à l'origine le lieu de résidence des prêtres chargés de l'office divin pour les moniales. Avec la canalisation du Blavet, l'installation de l'usine et par la suite la transformation en demeure privée, le pavillon devient une des entrées et prend dès lors le nom de porterie.
La maison des Confesseurs, acquise et restaurée par la ville d'Hennebont, est devenue un lieu de résidence d'artiste, accueillant plasticiens, écrivains, auteurs dramatiques, etc, dans le cadre des projets culturels initiés par la ville. 
À la fin du XVIIe siècle, l’abbesse Suzanne de Plœuc fait construire un nouveau bâtiment : le logis abbatial. De ce bâtiment, portant à différents endroits la date de 1693, subsistent deux corps de bâtiments formant un « L ». Le troisième est constitué d'un chapelle édifiée après 1840.  
Le jardin particulier de l’abbesse est établi à l'ouest de l'ensemble.
En 1856, les haras nationaux s'installent sur le plateau supérieur au-dessus du site de l'abbaye. En 1920, le service des Haras qui a récupéré le site installe des boxes à chevaux au rez-de-chaussée, dans les salons du logis abbatial. Elle loge ses palefreniers dans les étages et dans la maison des Confesseurs.

## Liste des abbesses
- 1252-1312 : Sybille de Boisgency
- 1312-1339 : Jeanne I Bizien
- 1339-1349 : Jeanne II Amaury
- 1349-1363 : Amicie de Kergroades
- 1363-1370 : Jeanne III de Pestivien
- 1370-1390 : Jeanne IV de Châteaugal
- 1390-1416 : Adelice I Le Barbu
- 1416-1446 : Marguerite I Le Barbu
- 1446-1450 : Marguerite II Gouyon
- 1450-1452 : Adelice II de Couventizian
- 1452-1469 : Jeanne V de Coëtivy
- 1469-1470 : Isabelle de Bellouan
- 1470-1490 : Annette de Kergroezès
- 1490-1512 : Guillemette de Rigallen
- 1512-1546 : Marie I Omnès
- 1546-1562 : Françoise I Omnès
- 1562-1590 : Catherine I de Carné
- 1590-1595 : Françoise II de Kermorvan
- 1595-1605 : Catherine II Geoffroy
- 1605-1631 : Thomasse de Châteauneuf de Rieux
- 1631-1646 : Louise Robert
- 1646-1688 : Madeleine I Le Cogneux
- 1688-1705 : Suzanne de Plœuc du Timeur
- 1705-1719 : Jeanne VI Rogère de Blanchefort
- 1719-1731 : Antoinette-Jeanne du Fay d’Athyes de Cilly
- 1731-1739 : Marie II Guillemette de Langle
- 1739-1756 : Thérèse du Boetiez de Kerorguen
- 1756-1766 : Marie III Anne de Bertin de Saint-Géran
- 1766-1776 : Marie IV Perrine de Verdière
- 1776-1792 : Madeline II Clotilde de La Bourdonnaye de Blossac